# Nijlandervaart
De Nijlandervaart is een kanaal of vaart in de gemeente Súdwest-Fryslân. De vaart loopt van de Huniadyk ten oosten van Nijland richting het westen naar de Jonge Dyk, van de Jonge Dyk verder naar het noorden van Nijland, om vervolgens verder naar het zuiden af te buigen, waar deze in de Wijmerts stroomt ten noordoosten van Wolsumerketting.
De naam Nijlanner Feart is de officiële Friese naam sinds 15 maart 2007, ter vervanging van de voormalige officiële naam Bloedvaart.